# Erwin Mueller
Erwin L. Mueller (Livermore, California, 12 de marzo de 1944) es un exjugador de baloncesto estadounidense que disputó siete temporadas en la NBA y una más en la ABA. Con 2,03 metros de altura, lo hacía en la posición de alero.

## Trayectoria deportiva

### Universidad
Jugó durante cuatro temporadas con los Dons de la Universidad de San Francisco, en las que promedió 12,1 puntos y 8,5 rebotes por partido.

### Profesional
Fue elegido en la vigésima posición del Draft de la NBA de 1966 por Chicago Bulls, donde completó una buena temporada, promediando 12,7 puntos y 6,2 rebotes por partido, que le sirvieron para ser elegido en el mejor quinteto de rookies de la NBA. Mediada la temporada 1967-68 fue traspasado a Los Angeles Lakers a cambio de Jim Barnes y una futura tercera ronda del draft. Allí ejerció el papel de suplente de Mel Counts, bajando su rendimiento del año anterior, quedándose en 8,3 puntos y 5,7 rebotes por encuentro.
Antes del inicio de la siguiente temporada fue devuelto a los Bulls, a cambio de Keith Erickson. Pero ya no era el jugador que sorprendió en su primera temporada, y Chicago acabó traspasándolo a Seattle Supersonics. Allí acabó la temporada mejorando un poco los registros de su antiguo equipo, yéndose a los 7,0 puntos y 4,0 rebotes por partido. Nada más comenzada la temporada siguiente es traspasado a Detroit Pistons, donde por fin encuentra un hueco en el equipo titular, disputando más de 30 minutos por partido, y promediando 10,1 puntos y 6,2 rebotes. consiguió además estabilidad, permaneciendo en el equipo algo más de 3 temporadas, hasta que fue despedido en la temporada 1972-73.
Acabó su carrer jugando el final de esa temporada con los Virginia Squires de la ABA, y tras partidos más al año siguiente con los Memphis Tams.

## Estadísticas de su carrera en la NBA y la ABA

### Temporada regular
| Temporada | Edad | Equipo              | Liga  | P   | TIT | MIN  | TC  | TCA  | %TC  | 3P  | 3PA | %3P | TL  | TLA | %TL  | R.OF. | R.DEF. | REB | ASIS | ROB | TAP | PER | FP  | PTS  |
| 1966-67   | 22   | Chicago Bulls       | NBA   | 80  |     | 26.7 | 5.3 | 12.0 | .441 |     |     |     | 2.1 | 3.3 | .658 |       |        | 6.2 | 1.6  |     |     |     | 2.8 | 12.7 |
| 1967-68   | 23   | TOTAL               | NBA   | 74  |     | 24.2 | 3.0 | 6.6  | .456 |     |     |     | 1.4 | 2.5 | .578 |       |        | 5.3 | 2.1  |     |     |     | 2.2 | 7.5  |
| 1967-68   | 23   | Chicago Bulls       | NBA   | 35  |     | 23.3 | 2.6 | 6.7  | .387 |     |     |     | 1.3 | 2.3 | .561 |       |        | 4.8 | 2.2  |     |     |     | 2.2 | 6.5  |
| 1967-68   | 23   | Los Angeles Lakers  | NBA   | 39  |     | 24.9 | 3.4 | 6.5  | .520 |     |     |     | 1.6 | 2.6 | .592 |       |        | 5.7 | 2.0  |     |     |     | 2.2 | 8.3  |
| 1968-69   | 24   | TOTAL               | NBA   | 78  |     | 17.4 | 1.8 | 4.9  | .375 |     |     |     | 1.1 | 2.1 | .549 |       |        | 3.8 | 2.4  |     |     |     | 1.8 | 4.8  |
| 1968-69   | 24   | Chicago Bulls       | NBA   | 52  |     | 16.8 | 1.4 | 4.3  | .335 |     |     |     | 0.9 | 1.7 | .511 |       |        | 3.7 | 2.4  |     |     |     | 1.9 | 3.8  |
| 1968-69   | 24   | Seattle Supersonics | NBA   | 26  |     | 18.6 | 2.7 | 6.2  | .431 |     |     |     | 1.7 | 2.8 | .597 |       |        | 4.0 | 2.4  |     |     |     | 1.7 | 7.0  |
| 1969-70   | 25   | TOTAL               | NBA   | 78  |     | 30.2 | 3.8 | 8.3  | .464 |     |     |     | 2.4 | 3.4 | .719 |       |        | 6.2 | 2.6  |     |     |     | 2.5 | 10.1 |
| 1969-70   | 25   | Seattle Supersonics | NBA   | 4   |     | 17.3 | 3.3 | 8.0  | .406 |     |     |     | 1.0 | 2.3 | .444 |       |        | 3.5 | 1.5  |     |     |     | 1.5 | 7.5  |
| 1969-70   | 25   | Detroit Pistons     | NBA   | 74  |     | 30.9 | 3.9 | 8.3  | .467 |     |     |     | 2.5 | 3.4 | .728 |       |        | 6.3 | 2.7  |     |     |     | 2.5 | 10.3 |
| 1970-71   | 26   | Detroit Pistons     | NBA   | 52  |     | 23.5 | 2.4 | 5.9  | .408 |     |     |     | 1.2 | 2.1 | .556 |       |        | 4.3 | 2.2  |     |     |     | 1.9 | 6.0  |
| 1971-72   | 27   | Detroit Pistons     | NBA   | 42  |     | 14.4 | 1.6 | 4.7  | .345 |     |     |     | 1.0 | 1.8 | .581 |       |        | 3.5 | 1.4  |     |     |     | 1.5 | 4.3  |
| 1972-73   | 28   | TOTAL               | TOTAL | 38  |     | 7.5  | 0.7 | 2.2  | .310 | 0.0 | 0.0 |     | 0.2 | 0.4 | .471 | 0.4   | 1.2    | 1.6 | 0.9  |     |     | 0.6 | 1.0 | 1.6  |
| 1972-73   | 28   | Detroit Pistons     | NBA   | 21  |     | 3.8  | 0.4 | 1.5  | .290 |     |     |     | 0.2 | 0.3 | .714 |       |        | 0.7 | 0.3  |     |     |     | 0.6 | 1.1  |
| 1972-73   | 28   | Virginia Squires    | ABA   | 17  |     | 12.1 | 1.0 | 3.1  | .321 | 0.0 | 0.0 |     | 0.2 | 0.6 | .300 | 1.0   | 1.8    | 2.8 | 1.5  |     |     | 1.3 | 1.4 | 2.2  |
| 1973-74   | 29   | Memphis Tams        | ABA   | 3   |     | 6.7  | 0.0 | 1.3  | .000 | 0.0 | 0.0 |     | 0.7 | 1.7 | .400 | 0.0   | 1.0    | 1.0 | 0.7  | 0.0 | 0.0 | 1.0 | 1.7 | 0.7  |
| Total     |      |                     | TOTAL | 445 |     | 21.9 | 2.9 | 6.9  | .426 | 0.0 | 0.0 |     | 1.5 | 2.4 | .623 | 0.9   | 1.7    | 4.7 | 2.0  | 0.0 | 0.0 | 1.3 | 2.1 | 7.4  |
|           |      |                     | NBA   | 425 |     | 22.4 | 3.0 | 7.1  | .429 |     |     |     | 1.6 | 2.5 | .627 |       |        | 4.8 | 2.0  |     |     |     | 2.1 | 7.6  |
|           |      |                     | ABA   | 20  |     | 11.3 | 0.9 | 2.9  | .298 | 0.0 | 0.0 |     | 0.3 | 0.8 | .333 | 0.9   | 1.7    | 2.5 | 1.4  | 0.0 | 0.0 | 1.3 | 1.5 | 2.0  |

### Playoffs
| Temporada | Edad | Equipo             | Liga  | P  | MIN | TCA | TC  | 3PA | 3P | TLA | TL | R.OF. | REB | ASIS | ROB | TAP | PER | FP | PTS | %TC  | %3P   | %FT  | MIN  | PTS | REB | AST |
| 1966-67   | 22   | Chicago Bulls      | NBA   | 3  | 84  | 8   | 26  |     |    | 10  | 14 |       | 14  | 9    |     |     |     | 7  | 26  | .308 |       | .714 | 28.0 | 8.7 | 4.7 | 3.0 |
| 1967-68   | 23   | Los Angeles Lakers | NBA   | 14 | 250 | 20  | 59  |     |    | 5   | 14 |       | 54  | 18   |     |     |     | 32 | 45  | .339 |       | .357 | 17.9 | 3.2 | 3.9 | 1.3 |
| 1972-73   | 28   | Virginia Squires   | ABA   | 5  | 112 | 5   | 18  | 1   | 1  | 6   | 7  | 7     | 19  | 15   |     |     | 11  | 10 | 17  | .278 | 1.000 | .857 | 22.4 | 3.4 | 3.8 | 3.0 |
| Total     |      |                    | TOTAL | 22 | 446 | 33  | 103 | 1   | 1  | 21  | 35 | 7     | 87  | 42   |     |     | 11  | 49 | 88  | .320 | 1.000 | .600 | 20.3 | 4.0 | 4.0 | 1.9 |
|           |      |                    | NBA   | 17 | 334 | 28  | 85  |     |    | 15  | 28 |       | 68  | 27   |     |     |     | 39 | 71  | .329 |       | .536 | 19.6 | 4.2 | 4.0 | 1.6 |
|           |      |                    | ABA   | 5  | 112 | 5   | 18  | 1   | 1  | 6   | 7  | 7     | 19  | 15   |     |     | 11  | 10 | 17  | .278 | 1.000 | .857 | 22.4 | 3.4 | 3.8 | 3.0 |